# Rudolf Heymann
Rudolf Heymann (geboren am 22. Juli 1874 in Braunschweig; gestorben am 10. Mai 1947 ebenda) war ein deutscher Richter. Von 1925 bis 1939 war er Oberlandesgerichtsrat in Braunschweig.

## Leben
Der Sohn des jüdischen Rechtsanwaltes Victor Heymann und dessen Ehefrau Pauline, geborene Ramdohr († 1874), einer Christin, wurde evangelisch getauft. Er legte 1893 das Abitur ab und studierte Rechtswissenschaft in Freiburg und Berlin. Nach der Referendarszeit und der Promotion nahm er im Jahre 1900 eine Tätigkeit als Gerichtsassessor im braunschweigischen Justizdienst auf. Er wurde 1908 zum Landrichter und 1913 zum Landgerichtsrat befördert.
Heymann nahm am Ersten Weltkrieg als Major der Landwehr teil und wurde mit dem Eisernen Kreuz I. und II. Klasse sowie dem Königlichen Hausorden von Hohenzollern ausgezeichnet. Er wurde an der Front schwer verwundet und verlor den linken Arm. Im Jahre 1925 wurde er Oberlandesgerichtsrat und später auch Justitiar der Reichsbankstelle Braunschweig. Er war mit einer Protestantin verheiratet und hatte vier Kinder. Seine Tochter Ilse heiratete 1933 den Braunschweiger Juristen Friedrich-Wilhelm Holland, seine Tochter Ursula den Juristen Gerhard Meine.

### Zeit des Nationalsozialismus
Heymann fiel sowohl als vor 1914 ernannter Lebenszeitbeamter als auch als sogenannter Frontkämpfer des Ersten Weltkrieges unter die Ausnahmebestimmungen des Berufsbeamtengesetzes, so dass er trotz seiner zur Hälfte jüdischen Herkunft bis zur Pensionierung 1939 im Justizdienst und auf Betreiben des Reichsbankpräsidenten Hjalmar Schacht zunächst auch Reichsbankjustitiar blieb. Seine Stiefmutter, die Hamburger Bankierstochter Adele, geb. Jonas, wurde am 16. März 1943 in das KZ Theresienstadt verschleppt, wo sie im selben Jahr starb. Die Halbschwester Bertha (1884–1942), die als Malerin zur Zeit des Nationalsozialismus Ausstellungs- und Malverbot erhielt, starb in einem KZ im Osten. Heymanns Sohn Hans Viktor wurde zum Kriegsdienst herangezogen und verhungerte in sowjetischer Kriegsgefangenschaft.

### Nach dem Zweiten Weltkrieg
Nach Kriegsende war Heymann, der als Nicht-Nationalsozialist auf der „Weißen Liste“ seines nach England geflohenen Kollegen Dr. Walter Gutkind stand, zeitweise Vorsitzender des Braunschweiger Entnazifizierungsausschusses. Er starb 1947 in Braunschweig und wurde auf dem dortigen Hauptfriedhof begraben.